# Борцам за власть Советов на Дальнем Востоке
«Борца́м за вла́сть Сове́тов на Да́льнем Восто́ке» — памятник на центральной площади Владивостока, один из символов города.

## История
Памятник с самого начала задумывался как высотная доминанта центральной площади Владивостока. Он был торжественно открыт 29 апреля 1961 года, когда площади ещё не существовало, и центральная — Ленинская улица (ныне Светланская) — круто обрывалась к бухте Золотой Рог. Автором памятника был известный московский скульптор, заслуженный деятель искусств РСФСР Алексей Ильич Тенета. Архитекторы — Т. Л. Шульгина, А. А. Усачёв.
Предметом жарких споров стал вопрос о том, в какую сторону должна смотреть фигура знаменосца — в сторону города или в сторону бухты Золотой Рог. Обращение к бухте было логически оправданным — воин смотрел вслед убегающему врагу. Но в этом случае он оказывался повёрнутым спиной к городу и его главной улице, где проходили демонстрации и митинги. Вопрос решился административным путём — первый секретарь Приморского крайкома КПСС Владимир Чернышёв приказал поставить памятник лицом к морю.

## Описание памятника
Памятник решён в строгих классических традициях. В основе многофигурной композиции лежит треугольник, вершина которого увенчана знаменем. Центральная часть памятника представляет собой высокий постамент, на котором на высоте 30 метров установлена фигура бойца Народно-революционной армии с развевающимся знаменем в правой руке и боевой трубой в левой. Фигура повёрнута лицом к морю, символизируя окончание освободительного похода против японских интервентов. На фасаде постамента высечено «Борцам за власть Советов на Дальнем Востоке. 1917—1922 гг.», на противоположной грани постамента — слова из известной дальневосточной песни «По долинам и по взгорьям»: «Этих дней не смолкнет слава, не померкнет никогда! Партизанские отряды занимали города».
По обеим сторонам центрального постамента расположены две многофигурные скульптурные группы.
Правая (восточная) группа посвящена свержению самодержавия в 1917 году. Здесь выделяются фигуры революционного балтийского матроса, солдата и рабочего-большевика с винтовкой и флажком на штыке, который приветственно поднял правую руку. У их ног валяется перевёрнутый деформированный двуглавый орёл, символ свергнутого самодержавия.
Левая (западная) группа посвящена освобождению Владивостока партизанами от японских интервентов в 1922 году. Здесь изображён солдат, пришедший с фронта и вновь взявший в руки винтовку; молодой пулемётчик, положивший руку на щиток пулемёта, и рабочий, руководитель партизанского движения.
В задней части каждой из двух скульптурных групп скульптор поместил фигуру женщины.
Скульптурная композиция отлита из бронзы Мытищинского завода художественного литья. Подиумы и постамент выполнены из красного гранита, площадка монумента — из мрамора.
В 1965 году с фронтальной стороны памятника был построен спортивный манеж. На территории между памятником и манежем были забиты сваи на глубину до 20 м, пространство засыпано грунтом, уложены бетонные плиты как перекрытия, а поверх был уложен асфальт. Так была создана площадь, получившая название «Площадь Борцов за власть Советов».
Во время строительства подземного перехода была нарушена дренажная система памятника. Гранитные плиты центрального постамента начали расходиться, пришлось скрепить постамент стальными обручами. В довершение всего скульптуры были выкрашены блестящей чёрной краской, что лишило памятник благородного цвета позеленевшей бронзы. В дальнейшем чёрная краска была смыта, и памятник покрыт защитной матовой плёнкой серо-коричневого цвета.
Мраморное основание памятника стало излюбленным местом тренировок скейтбордистов.

Левая скульптурная группа
Центральная фигура
Правая скульптурная группа